# Alice Roth
Alice Roth (6 de febrer de 1905 – juliol de 1977) va ser una matemàtica suïssa que va fer contribucions significatives en la teoria de l'aproximació. Va néixer, viure i morir a Berna, Suïssa.

## Vida
Alice va assistir a l'escola Höhere Töchterschule de Zúric, una escola municipal d'educació superior per a nenes. Després de graduar-se el 1924 va estudiar matemàtiques, física i astronomia a l'Escola Federal Politècnica (ETH) sota George Pólya. Es va graduar el 1930. La seva tesi de mestratge va tenir per títol Extension of Weierstrass's Approximation Theorem to the complex plane and to an infinite interval. Després d'això, va ser professora en diverses escoles secundàries per a nenes a l'àrea de Zuric, mentre continuava treballant amb Pólya a l'ETH.
El 1938 va presentar la seva tesi doctoral amb el títol Approximationseigenschaften und Strahlengrenzwerte meromorpher und ganzer Funktionen. El trebal va ser tan ben considerat, que va rebre un premi en metàl·lic i la medalla de plata de l'ETH Zürich, a la qua va ser la segona dona per obtenir un doctorat.
Des de 1940 va ser professora de matemàtica i física en Humboldtianum a Berna, una escola privada. Va ser únicament després de la seva jubilació el 1971 que va tornar a la investigació matemàtica, novament en les àrees d'aproximació complexa. Va publicar tres articles pel seu compte, així com un article compartit amb Paul Gauthier de la universitat de Mont-real i la universitat Harvard amb el professor Joseph Walsh. El 1975, als 70 anys, va ser invitada a donar una conferència pública a la Universitat de Mont-real. L'any 1976 li van diagnosticar càncer i va morir l'any següent.

## Contribució a les matemàtiques
Un dels principals resultats de la tesi de Roth de 1938 va ser un exemple d'un conjunt compacte en el que no totes les funcions contínues poden aproximar-se uniformement mitjançant funcions racionals. Aquest conjunt, ara conegut com a «formatge suís», va ser oblidat i redescobert independentment el 1952 a Rússia per Mergelyan, i el crèdit apropiat va ser restaurat el 1969.

El següent extret del seu antic alumne, Peter Wilker, va aparèixer a un obituari:
| « | A Suïssa, com en altres bandes, les dones matemàtiques són escasses […] La tesi d'Alice Roth va rebre una medalla de l'ETH, i va aparèixer poc després de la seva finalització en una revista matemàtica suïssa […] Un any més tard va esclatar la guerra, el món tenia d'altres preocupacions a més a més de les matemàtiques, i el treball d'Alice Roth va ser simplement oblidat. Tan completament oblidat que al voltant de 1950 un matemàtic rus va redescobrir resultats similars sense tenir la més petita idea que una jove matemàtica suïssa havia publicat les mateixes idees, una dècada abans que ell. Tanmateix, la seva prioritat va ser reconeguda. | » |

Roth va obtenir d'altres resultats importants durant el seu breu retorn a la investigació al final de la seva vida: «El treball passat i futur de Roth era per tenir una forta i duradora influència en els matemàtics que treballaven en aquesta àrea [teoria d'aproximació racional]. El seu «formatge suís» ha estat modificat (per a tota una varietat de formatges)". … El Lema de Fusió de Roth –que va aparèixer al seu article de 1976–… va influir en una nova generació de matemàtics a tot el món.